# 貫索增十一
武仙座10，又名BD+23 2909，HD 145713、SAO 84240、HR 6039，是武仙座的一颗恒星，视星等为5.7，位于銀經39.93，銀緯44.9，其B1900.0坐标为赤經16h 7m 22.5s，赤緯+23° 44.9′ 12″。